# Юнаков, Олег
Олег Юнако́в (род. 15 июня 1980 года, Киев) — американский и канадский архитектор информационных технологий, издатель, энциклопедист, исследователь истории Киева.
Родился в Киеве, учился в Израиле (в Технионе); продолжил обучение в США (в Университете Пейс), где занимался разработкой программного обеспечения и участвовал в научных проектах. Работал в десятках компаний в США, Канаде, Мексике и Бразилии, разрабатывая ИТ-системы и решения, используемые крупными международными организациями. Автор монографии «Архитектор Иосиф Каракис». Создал тысячи статей в Википедии и других энциклопедиях; неоднократно консультировал различные мировые издания в качестве эксперта по вопросам функционирования Википедии. Защитник архитектурного наследия, фотограф, чьи работы публиковались в различных мировых изданиях. Автор научных, энциклопедических и других публикаций. Учредитель и глава издательства «Алмаз». Лауреат международных литературных премий. Получил широкое признание в профессиональном сообществе за свою монографию.

## Ранние годы и образование
Олег Юнаков родился 15 июня 1980 года в Киеве. Он является прямым потомком раввина Рафаэля из Бершади. В Киеве учился в школе № 24. Учился в Израиле, где окончил окончил Школу младших инженеров в Технионе. В 2001 году поступил в Университет Пейс (Нью-Йорк, США).
Летом 2002 года Юнаков, как лучший ученик, выиграл общенациональный конкурс на полностью оплачиваемую летнюю стажировку в Аргоннской национальной лаборатории Министерства энергетики в Чикаго, где он работал над архитектурой компьютерной симуляции землетрясений. Результаты исследования Юнакова были опубликованы в соавторстве с профессором Грегором вон Ласзевским в статье «Распространение информации». На следующий 2003 год его опять пригласили в лабораторию Министерства энергетики в качестве лидера группы. Там Юнаков занимался многопотоковой архитектурой сервера датчиков для мониторинга приборов, построив сеть моделирования реакций конструкций на землетрясения. Он разработал трёхмерную визуализацию прототипа программного обеспечения в Java 3D для имитации землетрясения в виртуальном мире. Юнаков участвовал в создании Java CoG Kit. В 2003 году он также работал над трёхмерной визуализацией структур молекул. Принимал участие в научных конференциях. В 2004 году стал научным ассистентом декана Компьютерной школы своего университета.
25 мая 2004 года Олег Юнаков с отличием окончил университет. Во время учёбы работал в университете, был президентом Университетского компьютерного общества, президентом Golden Key International Honour Society и сопрезидентом клуба Гилель. В университете разработал ряд проектов, среди которых видеоконференция через Интернет с использованием протокола Open H.323; общался с «отцом интернета» Винтоном Серфом. Создал ряд интернет-сайтов (к примеру, для World Trade Center Memorial Foundation, Международной конференции по электронному банкингу и глобальному рынку) и прочих. Окончил университет лучшим в потоке с выпускным баллом 99,75 % из 100 % и получил вручаемую лучшему ученику награду Scholastic Achievement Award.

## Работа в сфере компьютерных технологий
В 2005 году создал Персональный виртуальный помощник с модулем идентификации человека по лицу, разработанный им годом ранее. Над изобретением работал с 2003 года, когда по тезисам предложенного изобретения получил Президентский грант. На данную работу Юнакова ссылались другие исследователи.
Впоследствии Юнаков работал разработчиком программного обеспечения в Barnes & Noble. Активно занимался проектами по подключению удалённых компьютеров для IP-видеоконференций. С апреля 2011 года несколько лет работал в Канаде, а затем работал в Бразилии и Мексике.
Работал в более чем 50 различных компаниях. В США работал в NASA, LPL Financial, Citibank, Nielsen, Cable Vision, Lazard, M&T Bank, TNS, KPMG, HSBC, Del Monte Foods, Claire’s, PepsiCo, Merck, Sanofi Aventis, General Electric Asset Management, C&S Groceries, Bed Bath & Beyond и прочее. В Канаде работал в Bank of Montreal, TD Bank, OPG; в Мексике — на Axtel, Gruppo Elektra; в Бразилии — в HSBC Brazil, Banco de Brazil, Vale.
Созданные им системы используют в различных компаниях, таких как Citibank, Bank of Montreal, GE Asset Management, Claire’s, Kantar TNS и других. В 2023 году был партнером Persistent Systems.

## Литературная деятельность
В 2016 году издал книгу «Архитектор Иосиф Каракис». Презентации книги прошли в клубе «Киевляне», Государственной архитектурной библиотеке Украины, в Музее Шолом-Алейхема, Национальной библиотеке Украины, Киевском национальном университете строительства и архитектуры и в Библиотеке Кингс-Бей.
Книга попала в шорт-лист Всеукраинского рейтинга «Книга года 2017» и получила резонанс как в Украине, так и за её пределами. Академик Евгений Рейцен написал акростих, посвящённый Юнакову, а киевский бард Борис Кесельман написал о нём песню. Автор неоднократно выступал на телевидении и радио, давал интервью в прессе. Книга отмечена рецензиями специалистов в сфере литературы, культуры, истории и архитектуры. 
23 ноября 2016 года Олег Юнаков выступил гостем на киевском Old Fashioned Radio в передаче «Авторский надзор». Рассказ Олега Юнакова о его книге был показан в передаче «Киевотека. Киевские портреты» в эфире украинского «Центрального канала», а также на канале «Культура»). На «Центральном канале» Олег Юнаков также выступал в передаче «Последний из Киевских грандов. Иосиф Каракис».
Юнаков написал ряд некрологов знакомым украинцам: историку Юрию Лущаю, поэту Валерию Винарскому, киевоведу Александру Немцу, архитектору Игорю Безчастнову и другим.

## Энциклопедическая деятельность
Олег Юнаков создавал статьи для Энциклопедии современной Украины, Энциклопедии истории Украины и других. В Википедии Юнаков создал тысячи статей, включая самую посещаемую статью за всё время существования русскоязычного раздела Википедии — «Вторжение России на Украину», за которую энциклопедию в России угрожали заблокировать, а также статью о мятеже Пригожина. Юнаков является соавтором более чем 38 000 статей.
Энциклопедический вклад Юнакова не раз отмечался в различных публикациях, а как эксперт по вопросам функционирования «Википедии» он неоднократно консультировал такие издания как Радио Свобода, Forbes, «Новая газета», Детектор медіа, «FREEДОМ», «Голос Америки», «Украина-Центр», «Громадське радіо», телеканал RTN, «Детали» и других. Материал с Юнаковым, напечатанный в интернет-издании MediaSapiens в 4-м квартале 2022 года, стал одной из самых посещаемых статей издания за 2022 год.

## Хобби и увлечения
В конце октября 2019 года Олег Юнаков обращался в открытом письме к Вячеславу Володину с просьбой не сносить построенный по проекту украинского архитектора Иосифа Каракиса гарнизонный Дом офицеров в городе Энгельсе, а в январе 2021 года здание признали памятником архитектуры и запретили его снос.
Юнаков увлекается фотографией, его работы многократно печатались в книгах, учебниках и научных журналах, присутствуют в программах Государственного театра Дармштадт в Германии, есть на страницах «пол. Ciekawostki Historyczne» («Исторические диковины»), в Свободном университете Берлина, Карлтонском университете, на портале муниципалитета города Мехико, публиковались в СМИ. Олег Юнаков входит в число дарителей Национальной библиотеки Чешской Республики, Киевского музея К. Г. Паустовского и других.
Проживает в США и Канаде.

## Публикации

### Автор
- Архитектор Иосиф Каракис / О. Юнаков. — Нью-Йорк: Алмаз, 2016. — 544 с., ил. — ISBN 978-1-68082-000-3.
- Статьи в ряде энциклопедий (Энциклопедии современной Украины, Энциклопедии истории Украины и других[56]).
- Статьи в периодических изданиях (в том числе, в газете КНУСА «А+Б»[81]; поздравления Юнакова с 55-летним юбилеем газеты были напечатаны на передовице[113]).
- Являлся участником проекта «Киевский календарь»[114], международного интернет-проекта «Сайт памяти Виктора Некрасова»[115], Энциклопедии архитектуры Украины[116].

### Редактор
- Г. Бар-Цви (Вортман). Наше местечко Терновка. — Иерусалим: Публикация Терновского Землячества, 2016. — научный редактор[117].
- Рудзицкий Артур. Художественные журналы Василия Кульженко. 1909—1915: Указатель содержания / Предисл. А. Пучкова. — Изд. 2-е, исправ. и доп. — Нью-Йорк: Алмаз, 2018. — 72 с.: ил. — ISBN 978-1-68082-012-6. — научный редактор[118][8].

## Издательство «Алмаз»
Олег Юнаков заведует созданным им издательством «Алмаз», книги которого неоднократно попадали в шорт-лист украинского рейтинга «Книга года» и получали международные премии, в том числе:
- Книга «Архитектор Иосиф Каракис» Олега Юнакова (2016) — попала в шорт-лист «Книжка року-2017» в номинации «Малярство / фотографія / пластика»[122] из более чем 1100 номинаций[123]; автор получил за неё Международную литературную премию имени Николая Гоголя «Триумф»[124].
- Книга «Художественные журналы Василия Кульженко 1909—1915. Указатель содержания» Артура Рудзицкого (2018) — попала в шорт-лист «Книжка року-2019» в номинации «Спеціальна література / довідкові видання»[125][126].

## Награды и премии
За свою творческую деятельность Олег Юнаков был награждён международными литературными премиями: премией имени Николая Гоголя «Триумф» (2018) и премией имени Григория Сковороды «Сад божественных песен» (2019).

## Оценки профессионального сообщества
Книга Олега Юнакова «Архитектор Иосиф Каракис» удостоилась массового внимания критиков и учёных. Специалисты отметили исчерпывающе подробный и скрупулёзный характер исследования, отдельно подчёркивая объективность и непредвзятость автора. Профессиональное сообщество также положительно оценило введение Юнаковым в научный оборот новых, ранее неизвестных источников.
Так, доктор филологических наук, доцент кафедры теории литературы и литературной критики Литературного института Сергей Казначеев в своей статье в Литературной газете оценил книгу Юнакова «Архитектор Иосиф Каракис» как «капитальный труд», содержащий объективную и исчерпывающую информацию. Литературный критик Сергей Каратов пишет об объективности и непредвзятости суждений Олега Юнакова в его работе, отмечая, что книга подходит для серии «Жизнь замечательных людей». Критик Александр Кузьменков отметил в книге Юнакова строгое следование документам: «сработана добротно: это подробная и скрупулёзная документалистика». Ещё один критик, Евгений Ермолин, оценил книгу Юнакова как «подробную, тщательную в детализации художественной памяти, в фиксации творческого наследия монографическую работу». Другой литературный критик, Сергей Арутюнов, охарактеризовал работу Юнакова как фундаментальное исследование, выдающееся из ряда аналогичных монографий о мастерах архитектуры. Критик Татьяна Кайсарова назвала монографию Юнакова уникальным и кропотливым исследованием, отметив приверженность автора фактам и доступный стиль изложения. Литературовед Николай Подосокорский отметил фундаментальный характер труда Юнакова и то, что он собрал уникальный архивный материал, сумев при этом сделать своё повествование «живым и гуманистическим».
Историк искусства, профессор Евгений Ходаковский в своей рецензии в журнале The Russian Review указывает на исследовательское мастерство Олега Юнакова, отмечая, что его монография убедительно показывает неразрывную связь наследия Иосифа Каракиса с Киевом и Украиной в контексте советской и мировой архитектуры. Историк Станислав Цалик отметил многолетный кропотливый и скрупулёзный труд Юнакова; по его оценке, Иосифу Каракису «повезло с биографом». Культуролог Евгений Голубовский также отмечает «огромный и благородный труд», проделанный автором; по оценке учёного, книга «даёт яркое представление о тщательно и бережно изученном наследии Иосифа Каракиса». Культуролог, архитектуровед и историк Андрей Пучков указывает на богатство книги впервые используемыми архивными материалами, называет её «мастерски написанной» и «образцовой».
Академик Российской академии архитектурых и строительных наук Юрий Бочаров и архитектор Сергей Мержанов в статье в журнале «Academia. Архитектура и строительство» высоко оценили включение Юнаковым в книгу материалов, ранее известных лишь узкому кругу родственников и ближайших друзей Каракиса. Историк и архитектуровед профессор Марк Меерович отметил осторожный и вдумчивый подход Юнакова как исследователя. Евгений Асс, ректор архитектурной школы МАРШ, профессор МАРХИ, аналогичным образом подчеркнул добротный и скрупулёзный подход автора. Профессор кафедры городского строительства Киевского Национального университета строительства и архитектуры Евгений Рейцен также похвалил Юнакова за скрупулёзность и публикацию многих источников впервые, охарактеризовав его книгу как великолепную.

### На английском языке
- Khodakovsky, Evgeny. Review of: Yunakov, Oleg. Arkhitektor Iosif Karakis: Zhizn’, tvorchestvo i sud’ba (New York: Almaz, 2016) (англ.) // The Russian Review. — 2019. — July (vol. 78, iss. 3). — P. 525–526.

### На русском языке
- Арутюнов С. С. Человек, который строил дома // Booknik.ru. — 2017. — 27 января.
- Бочаров Ю. П.; Мержанов С. Б. Архитектор Иосиф Каракис: от авангарда до постмодернизма // Academia. Архитектура и строительство. — 2017. — № 2. Архивировано 9 июля 2021 года.
- Голубовский Е. М. Путеводитель по городу Каракиса // Мигдаль Times. — 2017.
- Ермолин Е. А. Книга как тень ускользающего объекта: советская архитектурная история в зеркале творческой биографии Иосифа Каракиса // Ярославский педагогический вестник. — 2017. — Вып. 3. — С. 318–321.
- Казначеев С. М. Удачный гибрид // Литературная газета. — 2017. — 14 июня (вып. 23). — С. 13.
- Кайсарова Т. М. Иосиф Каракис — киевский зодчий // Поэтоград. — 2017. — Вып. 06 (263).
- Каратов С. Ф. Архитектор не может работать в стол // Независимая газета. — 2017. — 16 февраля.
- Каратов С. Ф. Одиссея Иосифа Каракиса // Альманах «Связь времён». — Сан-Хосе, 2016. — Вып. 8. — С. 325–332. — ISSN 2151-271X.
- Кузьменков А. А. «Жил и работал по совести» (рецензия на книгу О. Юнакова «Архитектор Иосиф Каракис») // Новый Берег. — 2017. — Вып. 57.
- Меерович М. Г. Жизнь и судьба. О книге Олега Юнакова «Архитектор Иосиф Каракис» // Проект Байкал[англ.]. — 2018. — Вып. 55. — С. 6–11.
- Подосокорский Н. Н. Вселенная Каракиса // Colta.ru. — 2017. — 12 апреля.
- Пучков А. А. Образцовая упаковка культурной памяти: Архитектор Иосиф Каракис на мелованной бумаге // МІСТ: мистецтво, історія, сучасність, теорія. — Київ: ІПСМ НАМ України, 2020. — Вып. 16.
- Рейцен Е. А. О книге О. Юнакова «Архитектор Иосиф Каракис» (вместо рецензии) (укр.) // Архітектурний вісник КНУБА. — 2017. — Вип. 13.
- Цалик С. Н. Иосиф Каракис: жизнь и книга // Зеркало недели. — 2017. — 7 апреля (вып. 13).

### На украинском языке
- Пучков А. А. Просто неба (укр.). — Київ: Дух і літера[укр.], 2017. — 304 с. — ISBN 978-966-378-512-7.

### Интервью
1. Газета «День»
2. Газета «ФАКТЫ»
3. Журнал «Berlogos»
4. «Old Fashioned Radio»
5. Журнал «Новое время»
6. Проект «Очная ставка»
7. Газета «Голос Украины»

### Рецензии и отзывы
1. Давидич Т. О творчестве мастера-Зодчего // Суспільний кореспондент. — 2018. — 14 марта.
2. Севенард Е. Великий и непризнанный архитектор Каракис // Еврейские новости Петербурга. — 2017. — № 14 июля.
3. О тех, кто помнит и любит зодчего И. Ю. Каракиса, верного рыцаря Киева // Газета «А+Б». — 2017. — № 4-7 (1488—1491). — С. 4.
4. Буркат В. Кто он украинский футурист? // Салон. — 2017. — 1-2. — С. 14.
5. Рубан Л. Летопись творчества, профессионализма и новаторства // Газета «А+Б». — Январь. 2017 год. — № 1-3 (1485—1487). — С. 2-3.
6. Геращенкова И. Виктор Некрасов: «Иосиф Юльевич, я просто люблю интеллигентных людей» // Газета «А+Б». — Январь. 2017 год. — № 1-3 (1485—1487). — С. 2-3.